# Maseru (stad)
Maseru (betekenis: plaats van rood zandsteen) is de hoofdstad van Lesotho en met ongeveer 230.000 inwoners de grootste stad van het land.
Maseru ligt in het westen van Lesotho in een dal, op 1600 meter boven zeeniveau. De stad ligt aan de rivier de Caledon die de grens vormt met Zuid-Afrika.
Het is de hoofdstad (Engels: district town, ook camp town) van het gelijknamige district. De stad kent een groeiende textielindustrie die wordt ondersteund door Chinese investeringen. Er is ook een kaarsen- en tapijtindustrie.
Maseru werd de hoofdstad nadat de Britten zich hier in 1869 vestigden. Het bleef dat na de onafhankelijkheid in 1966.
De Nationale Universiteit van Lesotho ligt dicht bij de stad in het plaatsje Roma. Maseru heeft een vliegveld  Moshoeshoe International Airport bij Thoteng-ea-Moli. Van hieruit wordt een dagelijkse vliegverbinding met Johannesburg (Zuid-Afrika) onderhouden.

## Stedenband
Maseru heeft een stedenband met:
- Austin (Verenigde Staten)